# São Brás do Suaçuí
São Brás do Suaçuí es un municipio brasileño del estado de Minas Gerais. Su población estimada en 2018 es de 3 721 habitantes, según el Instituto Brasileño de Geografía y Estadística (IBGE).

## Historia
El topónimo, de origen indígena, se debe a un afluente del río Paraopeba, que baña la región. La región del interior de Minas Gerais fue explorada por los bandeirantes, luego de la célebre expedición de Fernão Dias. Hacia 1713, algunos habitantes de São João del-Rei se detuvieron en São Brás, edificando una iglesia en torno a la cual surgieron las primeras viviendas con cimientos de piedras y paredes de madera y barrio, cubiertas de tejas
curvas. Hasta 1832, el pueblo se subordinó a la parroquia de Congonhas do Campo, cuando pasó a la jurisdicción de Brumado (actual Entre Rios de Minas). En 1856 se creó el distrito de São Brás do Suassí, subordinado al municipio de Entre Rios. En 1953, el distrito obtuvo la autonomía como municipio.
El 26 de octubre de 2010, la Companhia Siderúrgica Nacional anunció una inversión de 400 millones de reales para la instalación de una fábrica de acero en la ciudad.

## Personas destacadas
- Rodolfo Gustavo da Paixão (1853-1925), militar, poeta y gobernador del estado de Goiás.[9]